# Carl Sjögren (sångare)
Carl Fredrik Sjögren, född 14 juli 1854 i Adolf Fredriks församling i Stockholm, död 10 september 1931 i Kungsholms församling i Stockholm, var en svensk skådespelare och sångare.

## Filmografi
- 1921 – Värmlänningarna
- 1930 – Charlotte Löwensköld